# Ares del Maestrat

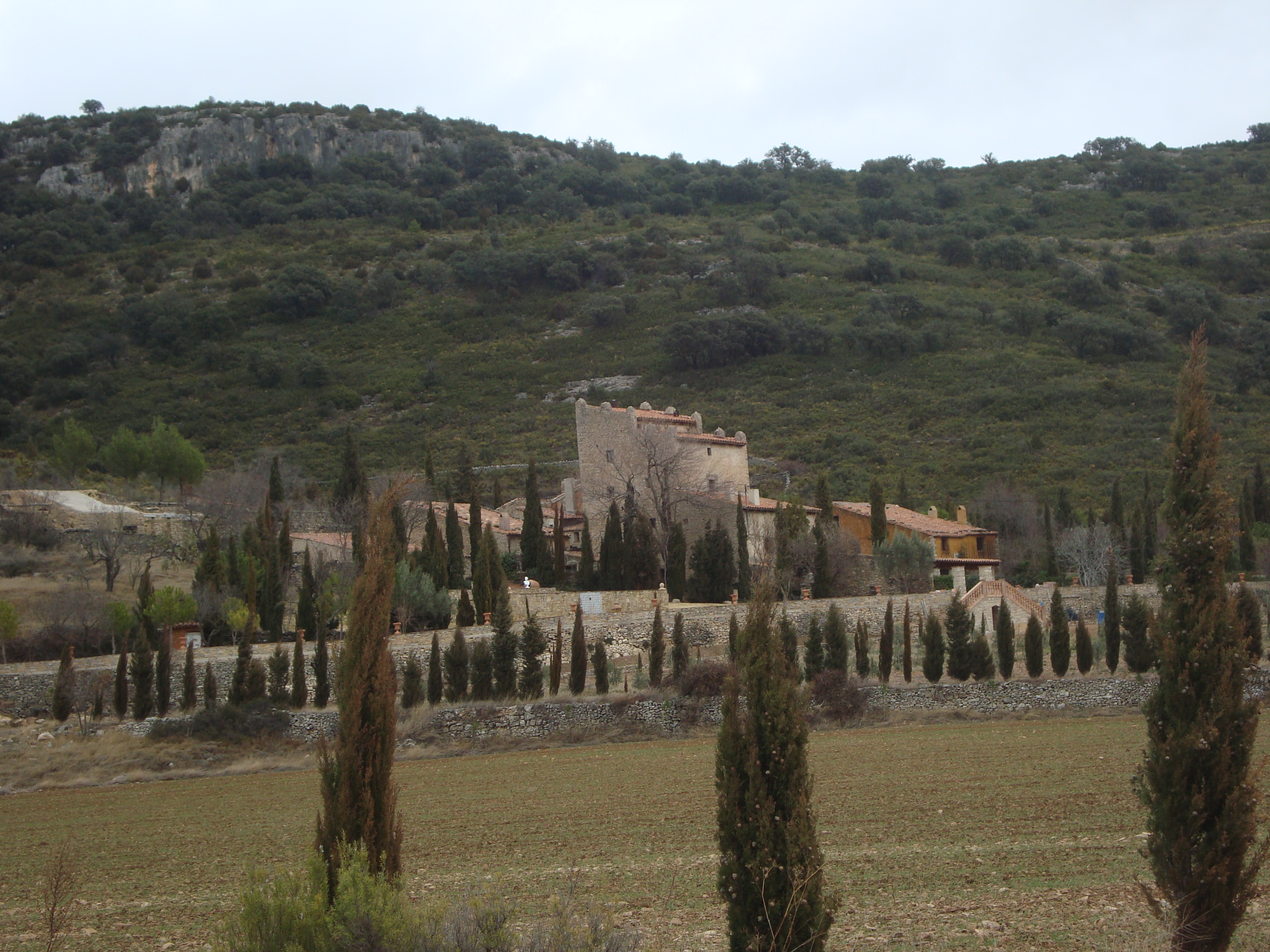
La Torre Beltrans (Ares del Maestrat)

Ares del Maestre è un comune spagnolo di 235 abitanti situato nella comunità autonoma Valenciana.